# Nicolò Turco
Nicolò Turco (* 15. Januar 2004 in Tortona) ist ein italienischer Fußballspieler.

## Karriere

### Verein
Turco begann seine Karriere beim CFC Genua. Zur Saison 2018/19 wechselte er in die Jugend von Juventus Turin. Bei Juventus spielte er ab der Saison 2021/22 für die Primavera-Mannschaft, zudem kam er in den Saisonen 2021/22 und 2022/23 in der UEFA Youth League zum Einsatz.
Im Juli 2023 wechselte Turco zum österreichischen Bundesligisten FC Red Bull Salzburg, bei dem er einen bis Juni 2028 laufenden Vertrag erhielt. In Salzburg sollte er aber zunächst für das zweitklassige Farmteam FC Liefering spielen. Sein Debüt in der 2. Liga gab er im selben Monat, als er am ersten Spieltag der Saison 2023/24 gegen den FC Dornbirn 1913 in der 45. Minute für Luka Reischl eingewechselt wurde. Insgesamt kam er zu 13 Zweitligaeinsätzen für Liefering.
Im August 2024 kehrte Turco leihweise nach Italien zurück und wechselte zur drittklassigen Reserve der AC Mailand. Während der Leihe kam er zu 20 Einsätzen in der Serie C. Im Juli 2025 wurde sein Vertrag in Salzburg anschließend aufgelöst.

### Nationalmannschaft
Turco spielte im Februar 2019 erstmals für eine italienische Jugendnationalauswahl. Im September 2022 debütierte er für die U-19-Mannschaft. Mit jener nahm er 2023 auch an der EM teil. Mit Italien wurde er Europameister, Turco kam in allen Partien außer dem Finale zum Einsatz.